# Trois Jours
Pour la procédure militaire, voir Service militaire en France#Expressions relatives au service.
Pour plus de détails, voir Fiche technique et Distribution.
Trois Jours (Trys dienos) est un film lituanien réalisé par Šarūnas Bartas, sorti en 1991. Le film est produit par le studio Kinema, créé par Šarūnas Bartas. C'est son premier long métrage. 

## Synopsis
Deux jeunes gens quittent leur village lituanien pour se rendre à Kaliningrad. Ils y rencontrent deux jeunes femmes russes, dont l'une est liée à un homme ivre. Pendant trois jours, ils errent dans la ville, à la recherche d'un endroit pour dormir, tentent d'ébaucher des relations. L'un d'eux se fait dévaliser par trois voyous. Un couple se forme entre l'autre jeune homme et l'une des jeunes femmes. 

## Fiche technique
- Titre : Trois jours
- Titre original : Trys dienos
- Réalisation et scénario : Sharunas Bartas
- Montage: Mingielé Murmulaitiené
- Pays d'origine : Lituanie
- Format : Couleurs - 1,37:1 - Mono - 35 mm
- Genre : Drame
- Durée : 76 minutes
- Date de sortie : 1991

## Distribution
- Yekaterina Golubeva
- Rimma Latypova
- Arunas Sakalauskas
- Audrius Stonys

## Analyse
Le film se situe aux limites de la narration et de la poésie et sollicite le spectateur dans sa capacité à donner un sens au film. Il y a très peu de dialogues, souvent sans réponses. Les silences des personnages et leurs regards portent leurs interrogations, leurs attentes et leurs doutes, leur difficulté à construire ce qu'ils voudraient de la vie. Les scènes sont séparées par des ellipses, des lacunes de la narration. On ne connaît pratiquement rien des personnages, ni leur nom, ni leur passé, ni leur histoire, excepté celle qu'on voit se faire à l'écran. Les plans sont souvent fixes, avec des personnages qui entrent du hors-champ. Les lieux de la ville montrés sont marginaux, une place presque vide, des façades, des lieux souterrains, désaffectés (une cathédrale en ruine), des façades décrépites, des lieux publics très pauvres (hôtel, café, etc.), le port, le bord de mer, des cours intérieures. Les personnages observent parfois, à travers des fenêtres, des scènes de socialités dont ils sont totalement séparés, qui semble d'un autre monde. Les personnages sont comme séparés les uns des autres, "bannis" (une jeune fille qui pourrait être autiste, créant des assemblages d'objets ou de bougies, un mendiant qui vit dans une cave, une vieille derrière une fenêtre, la tenancière revêche de l'hôtel derrière son comptoir, un enfant "vieux" mendiant une cigarette). On peut identifier les thèmes de la rencontre, de l'échec, de l'ouverture sur l'autre, de la capacité à survivre et à faire sa vie dans un monde en déréliction, de la possibilité d'une humanité qui semble devenue inaccessible, le respect de l'intimité,,,,.

## Accueil
Bien que peu distribué, le film a été très bien reçu, par exemple par des réalisateurs comme Leos Carax et Claire Denis, qui ont ensuite collaboré avec Sharunas Bartas. 
Le film a reçu deux mentions au festival international du film de Berlin en 1992, où il a été montré dans la catégorie Forum, et a été nommé pour le prix du meilleur jeune cinéma européen en 1992.